# Sérvia e Montenegro no Festival Eurovisão da Canção
Sérvia e Montenegro participou no Festival Eurovisão da Canção duas vezes, em 2004, onde terminou em 2º lugar com o "Lane Moje", e em 2005, onde terminou em 7º lugar com "Zauvijek Moja". Sérvia e Montenegro é um dos poucos países que sempre cantou numa das suas línguas oficiais.

## História
A Jugoslávia participou no Festival Eurovisão da Canção entre 1961 e 1992, tenho ganho em 1989 com "Rock Me" dos Riva.
Antes da edição do Festival Eurovisão da Canção desse ano, a 28 de abril, foi formado um novo estado federativo formado pela Sérvia e Montenegro chamada República Federal da Jugoslávia, representada por Extra Nena, anteriormente citada, no Festival Eurovisão da Canção 1992, realizado a 9 de maio. A Jugoslávia foi banida de participar no certame até 2003, devido às sanções impostas pelas Nações Unidas durante a Guerra Civil Iugoslava e Guerra de Independência da Croácia.
Tentou participar no Festival Eurovisão da Canção 2003 mas, devido à limitação do número de participantes, não se pode estrear. No entanto, a Rádio Televisão da Sérvia realizou uma final nacional, nos dias 12, 13 e 14 de abril, vencida por Toše Proeski com "Čija si", que viria a representar o seu país de origem, Macedónia, no ano seguinte.
Depois de participar em 2004 e 2005, desistiu em 2006, apesar de ter escolhido os No Name para representar o país. Isso deveu-se ao facto dos representantes terem sido escolhido devido a uma alegado voto tático por parte do júri da emissora montenegrina RTCG, retirando-se oficialmente a 20 de março, mas mantendo o direito de voto.
Ambos os países participaram separadamente no Festival Eurovisão da Canção 2007, após o referendo sobre a independência de Montenegro, e com a dissolução do estado da união, em junho de 2006. Montenegro fez sua estreia como estado independente e enviou Stevan Faddy, e a Sérvia enviou Marija Šerifović, que trouxe o troféu para a Sérvia, na sua estreia no Festival Eurovisão da Canção.

## Galeria

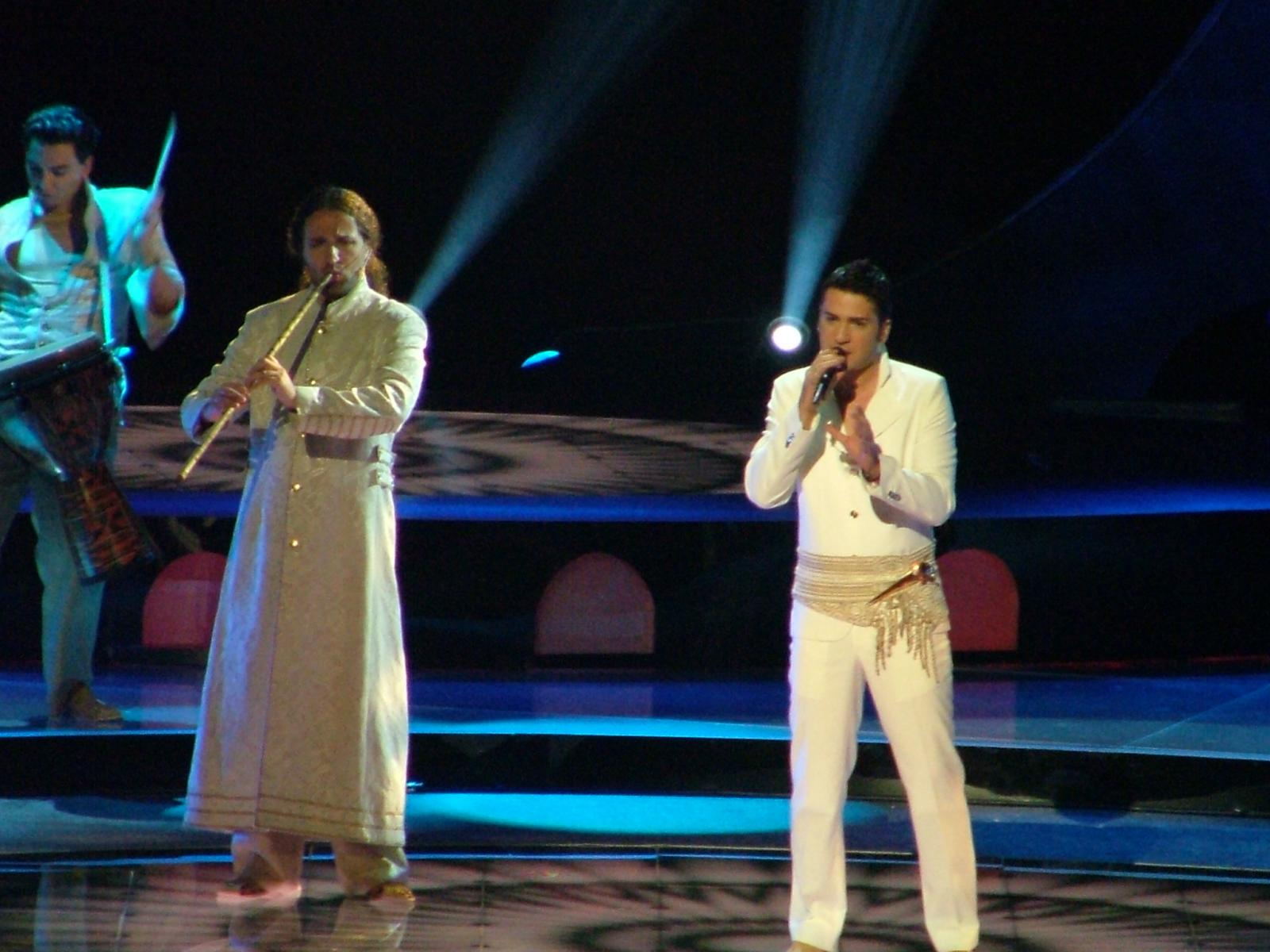
Željko Joksimović & Ad Hoc Orchestra em Istambul (2004)

## Participações
Legenda
     Vencedor
     2.º lugar
     3.º lugar
     Pontuação Nula ("Null Points")/Último Lugar
     Melhor classificação (fora do top 3)
     Qualificação para a final (fora do top 3)
     País-anfitrião
     Desclassificado
| 1º              | Istambul 2004 | Željko Joksimović & Ad Hoc Orchestra | "Lane Moje" (Лане моје) Minha querida             | Sérvio       | 2º       | 263      | 1º                     | 263                    |
| 2º              | Kiev 2005     | No Name                              | "Zauvijek moja" (Заувијек моја) Para sempre minha | Montenegrino | 7º       | 137      | Top 12 do ano anterior | Top 12 do ano anterior |
|                 | Atenas 2006   | No Name                              | "Moja ljubavi" (Моја љубави) Meu Amor             | Montenegrino | Desistiu | Desistiu | Top 11 do ano anterior | Top 11 do ano anterior |
| Pais Dissolvido |               |                                      |                                                   |              |          |          |                        |                        |

- Apesar da Sérvia e Montenegro ter desistido da edição de 2006, manteve o direito de voto na final[5].

## Comentadores e porta-vozes
| Ano(s) | Sérvio              | Montenegrino    | Montenegrino     | Montenegrino     | Votação          | Votação          | Votação        | Votação                | Ref.  |
| Ano(s) | Sérvio              | Principais      | Secundários      | Terciários       | Porta-voz        | Idioma utilizado | Cidade         | Plano de fundo         | Ref.  |
| ------ | ------------------- | --------------- | ---------------- | ---------------- | ---------------- | ---------------- | -------------- | ---------------------- | ----- |
| 2003   | Mladen Popović      | Sem transmissão | Sem transmissão  | Sem transmissão  | Não participou   | Não participou   | Não participou | Não participou         | [ 6 ] |
| 2004   | Duška Vučinić-Lučić | Dražen Bauković | Tamara Ivanković | Sem comentadores | Nataša Miljković | Inglês           | Belgrado       | Pobednik               | [ 6 ] |
| 2005   | Duška Vučinić-Lučić | Dražen Bauković | Tamara Ivanković | Danijel Popović  | Nina Radulović   | Inglês           | Podgorica      | Panorama da cidade     |       |
| 2006   | Duška Vučinić-Lučić | Dražen Bauković | Tamara Ivanković | Sem comentadores | Jovana Janković  | Inglês           | Belgrado       | Nova Ponte Ferroviária |       |

## Prémios

### Prémios Marcel Bezençon
Prémio Imprensa
| Ano  | Artista                              | Canção                  | Resultado na final | Pontos | Anfitriã | Ref.  |
| ---- | ------------------------------------ | ----------------------- | ------------------ | ------ | -------- | ----- |
| 2004 | Željko Joksimović & Ad Hoc Orchestra | "Lane Moje" (Лане моје) | 2º                 | 263    | Istanbul | [ 7 ] |

Prémio Composição
| Ano  | Artista | Canção          | Resultado na final | Pontos | Anfitriã | Ref.  |
| ---- | ------- | --------------- | ------------------ | ------ | -------- | ----- |
| 2005 | No Name | "Zauvijek moja" | 7º                 | 137    | Kiev     | [ 7 ] |